# Cherisy
Cherisy (auch: Chérisy) ist eine französische Gemeinde mit 1.857 Einwohnern (Stand: 1. Januar 2022) im Département Eure-et-Loir in der Region Centre-Val de Loire; sie gehört zum Arrondissement Dreux und zum Kanton Anet.

## Geographie
Cherisy liegt etwa 69 Kilometer westlich von Paris am Fluss Eure. Umgeben wird Cherisy von den Nachbargemeinden Abondant im Norden, Serville im Nordosten, Germainville im Osten und Südosten, Sainte-Gemme-Moronval im Süden, Dreux im Westen sowie Montreuil im Nordwesten.
Durch die Gemeinde führt die Route nationale 12.

## Bevölkerungsentwicklung
| 1962                       | 1968 | 1975 | 1982 | 1990 | 1999 | 2006 | 2018 |
| -------------------------- | ---- | ---- | ---- | ---- | ---- | ---- | ---- |
| 838                        | 852  | 1103 | 1121 | 1741 | 1768 | 1803 | 1854 |
| Quellen: Cassini und INSEE |      |      |      |      |      |      |      |

## Sehenswürdigkeiten

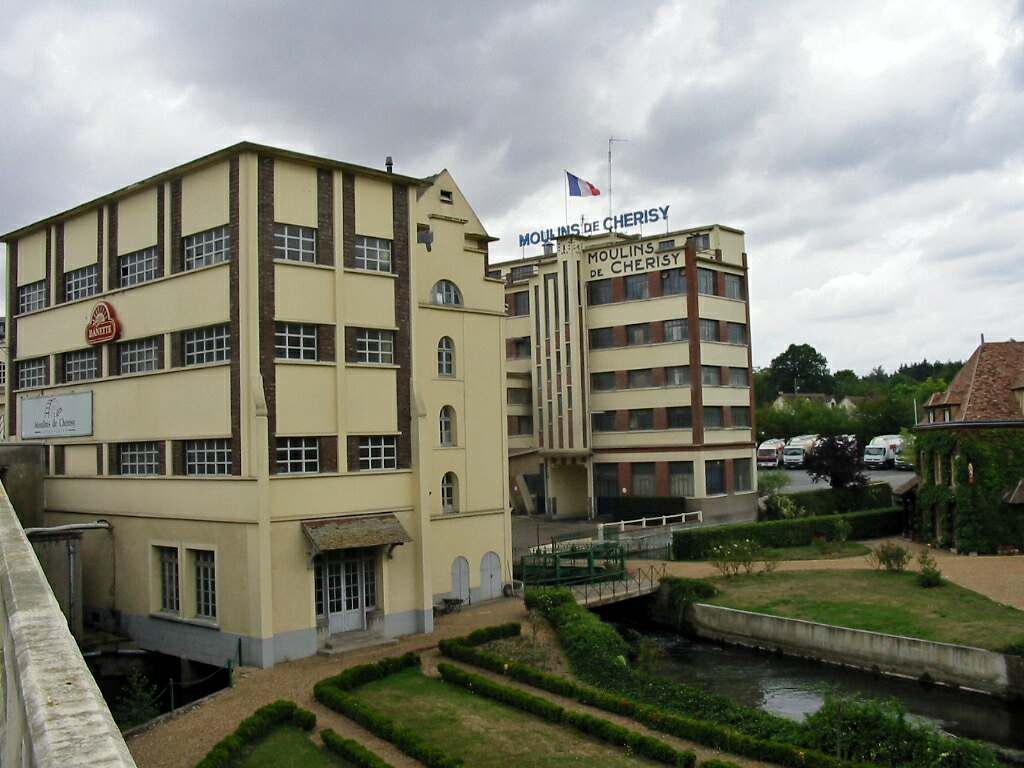
Mühlen von Cherisy

- Kirche Saint-Pierre
- Waschhaus
- Mühlen von Cherisy

## Persönlichkeiten
- Henri Robert Ferdinand Marie Louis Philippe d’Orléans (1908–1999), Thronprätendent des Königsthrons von Frankreich, führte den Titel Graf von Paris